# Dominância ocular

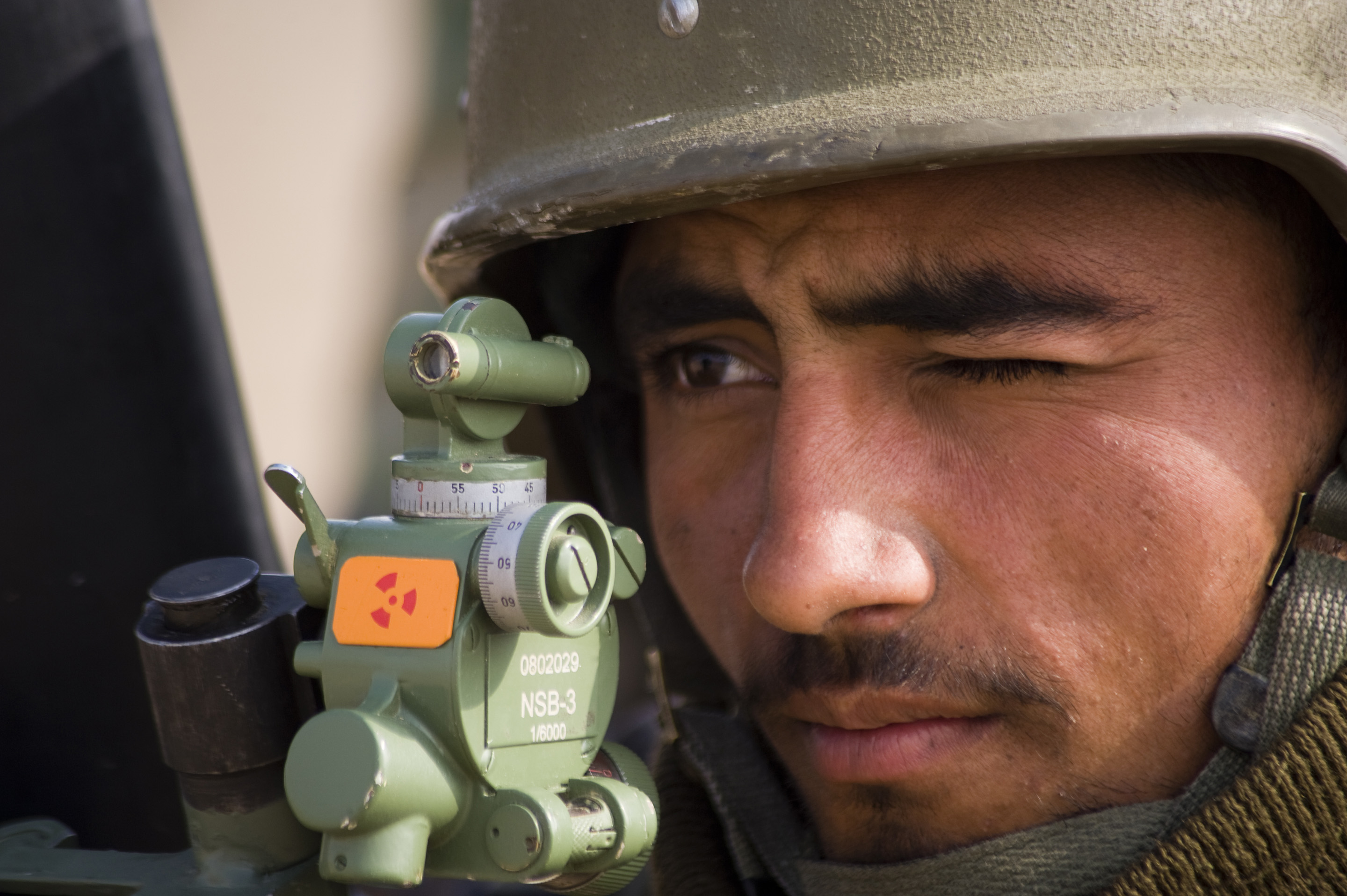
Um soldado do Exército Nacional do Afeganistão mirando em um morteiro. Instintivamente, ele provavelmente usará o seu olho dominante, o direito neste caso, para mirar a arma

Dominância ocular, às vezes chamado de olhar preferencial, é a tendência preferencial da entrada visual de um olho para o outro, para que a imagem que capta prevaleça sobre a do outro olho no processo de visão. É algo análogo à lateralidade da mão direita ou esquerda; no entanto, o lado do olho dominante e a mão dominante nem sempre coincidem. Isto porque ambos os hemisférios controlam ambos os olhos, mas cada um assume uma metade diferente do campo de visão e, portanto, uma metade diferente de ambas as retinas. Portanto, não há analogia direta entre "lateralidade" e "visão" como fenômenos laterais.
Aproximadamente 70% da população tem olho direito dominante e 29% olho esquerdo dominante. A dominância parece mudar dependendo da direção do olhar devido às mudanças no tamanho da imagem nas retinas. Também parece haver uma prevalência mais alta na dominância do olho esquerdo em pessoas com síndrome de Williams, e possivelmente em pacientes com enxaqueca também. A dominância dos olhos foi categorizada como "fraca" ou "forte"; casos altamente profundos às vezes são causados por ambliopia ou estrabismo.
Naqueles com miopia anisometrópica (diferentes quantidades de miopia entre os dois olhos), o olho dominante costuma ser aquele com mais miopia. No que diz respeito a indivíduos com visão binocular normal, a noção generalizada de que o olho mais visível do indivíduo tenderia a ser o olho dominante foi contestada como carecendo de base empírica.
A dominância pode mudar e pode alternar entre os olhos, dependendo da tarefa e da condição física do sujeito (isto é, fadiga).

## Efeitos
Na visão binocular normal, há um efeito de paralaxe e, portanto, o olho dominante é aquele em que se confia principalmente para obter informações posicionais precisas. Isso pode ser extremamente importante em esportes que exigem pontaria, como tiro com arco, dardos ou tiro esportivo.
Foi afirmado que a dominância cruzada (em que o olho dominante está de um lado e a mão dominante do outro) é vantajosa em esportes que requerem posturas laterais (por exemplo, beisebol, críquete, golfe); no entanto, estudos realizados nos últimos 20 anos mostraram que esse não é o caso. Em um estudo de 1998 com jogadores profissionais de beisebol, os padrões de dominância mão-ocular não mostraram um efeito na média de rebatidas ou ERA. Da mesma forma, em 2005, um estudo sul-africano descobriu que "os jogadores de críquete não tinham maior probabilidade de ter dominação cruzada" do que a população normal.
A dominância ocular é uma consideração importante na previsão da satisfação do paciente com a correcção da monovisão na cirurgia refractiva da catarata, também na cirurgia ocular a laser e uso de lentes de contato.
O olho dominante tem mais conexões neurais com o cérebro do que o outro olho. De acordo com um estudo de 60 pessoas no Proceedings of the Royal Society B, em pessoas não disléxicas, a mancha azul livre do cone no olho dominante tende a ser redonda e a mesma mancha no olho não dominante tende a ser irregular moldado; em pessoas disléxicas, ambos os olhos tendem a ter áreas arredondadas. O estudo sugere que essa diferença pode ser uma causa potencial e possivelmente tratável de dislexia; no entanto, mais testes são necessários para confirmar. Pelo menos 700 milhões de pessoas em todo o mundo têm dislexia. Em resposta ao estudo, John Stein, da Universidade de Oxford, adverte que, embora o estudo seja "realmente interessante", não existe uma causa única para a dislexia.

## Determinação
O olho dominante de uma pessoa "é determinado pelo alinhamento subjetivo de dois objetos apresentados em uma estereodisparidade muito além da área de Panum". Existem várias maneiras de fazer isso:
1. O teste de Miles. O observador estende os dois braços, junta as mãos para criar uma pequena abertura e, com os dois olhos abertos, vê um objeto distante através da abertura. O observador então alterna fechando os olhos ou lentamente desenha a abertura de volta para a cabeça para determinar qual olho está vendo o objeto (ou seja, o olho dominante).[24][25][26]
2. O teste de Porta. O observador estende um braço e, com os dois olhos abertos, alinha o polegar ou o dedo indicador com um objeto distante. O observador então fecha os olhos alternadamente ou lentamente leva o polegar/indicador à cabeça para determinar qual olho está vendo o objeto (ou seja, o olho dominante).[25][27][28]
3. O método Dolman, também conhecido como teste hole-in-the-card. O sujeito recebe um cartão com um pequeno orifício no meio, é instruído a segurá-lo com as duas mãos e, em seguida, é instruído a ver um objeto distante pelo orifício com os dois olhos abertos. O observador fixa um objeto que é movido em direcção ao nariz até ocorrer a divergência de um olho (ou seja, o olho dominante).[29]
4. O teste do ponto próximo de convergência. O sujeito fixa um objeto que se move em direção ao nariz até que ocorra a divergência de um dos olhos (ou seja, o olho não dominante). É um teste objetivo de dominância ocular.[29]
5. Certos estereogramas.[30]
6. O teste pinhole.[31]
7. O teste do anel.[32]
8. Técnica de embaciamento da lente. O sujeito fixa um objeto distante com ambos os olhos abertos e a correção apropriada no lugar. Uma lente de +2,00 ou +2,50 é introduzida alternadamente na frente de cada olho, o que desfoca o objeto distante. O sujeito é então solicitado a indicar em qual olho o desfoque é mais perceptível. Este é o olho dominante.
9. Um teste de limiar de coerência de movimento dicóptico produz uma indicação quantificada de dominância ocular.[33]

Testes de escolha forçada de dominância, como o método Dolman, permitem apenas um resultado para o olho direito ou esquerdo.